# Atyria stenochora
Atyria stenochora är en fjärilsart som beskrevs av Louis Beethoven Prout 1918. Atyria stenochora ingår i släktet Atyria och familjen mätare. Inga underarter finns listade i Catalogue of Life.